# Coordination nationale de la gauche républicaine
 (juin 2010).
Si vous disposez d'ouvrages ou d'articles de référence ou si vous connaissez des sites web de qualité traitant du thème abordé ici, merci de compléter l'article en donnant les références utiles à sa vérifiabilité et en les liant à la section « Notes et références ».

Logo de la CNGR

La Coordination nationale de la gauche républicaine ou Gauche républicaine est une structure qui vise à rassembler l'ensemble des forces politiques qui se réclament de la gauche républicaine. Son secrétaire général est l'ancien député Pierre Carassus.
Créée en avril 2004, la coordination avait pour but de regrouper l'ensemble des forces républicaines se positionnant à gauche afin de constituer une liste commune aux élections européennes de 2004. Il regroupe alors des membres de l'Association pour une gauche républicaine, d'Initiative républicaine, du club Société et démocratie, des dissidents du MRC et de plusieurs groupes républicains locaux. Le projet politique de la CNGR s'articule autour de la République sociale, dans le double héritage de la Révolution française (notamment de la Déclaration des droits de l'homme et du citoyen) et du Conseil national de la Résistance et de son programme. 
La décision de la majorité de l'AGR de rejoindre le Parti socialiste ainsi que des difficultés de structuration ne lui permettent cependant pas de présenter une liste. Un certain nombre de ses participants décideront de soutenir, ou de participer, aux listes initiées par le Parti communiste français. 
En 2005, la CNGR s'investit fortement dans la campagne pour le non au référendum sur le traité constitutionnel européen, en participant notamment aux collectifs unitaires au niveau national et au niveau local. Par la suite, elle participera à leur continuation, les collectifs du 29 mai, qui ont rédigé la rédaction de la Charte antilibérale, ainsi qu'aux collectifs unitaires en vue des élections de 2007.
En juillet 2006, la CNGR, rebaptisée « Gauche républicaine » et le Mouvement pour une alternative républicaine et sociale annoncent leur rapprochement, qui doit aboutir à terme à une fusion des deux organisations. Les deux mouvements fusionnent effectivement le 24 mars 2007 et donnent naissance au MARS - Gauche républicaine.